# Recital '73
Recital '73 fue un espectáculo del grupo humorístico Les Luthiers. Se estrenó el viernes, 6 de abril de 1973 en el Teatro Lasalle (Buenos Aires, Argentina) y su última representación fue el domingo, 30 de junio de 1974 en el Teatro Poliorama (Barcelona, España).
Fue en este show la primera vez que Les Luthiers descartan una obra del programa. Esta fue "La Danza del Moscardón" escrita por Carlos López Puccio, de la cual hay poca información. En esta obra, les luthiers habían entrenado a un moscardón para que baile, pero éste se negaba, y se iba volando, provocando que todos los integrantes lo persiguieran, menos Carlos Núñez que seguía tocando la canción, y Marcos Mundstock, que tocaba el Compadescu, un instrumento voluminoso, de unos 2 metros de altura, hecho especialmente para esta obra. El Compadescu fue creado por Gerardo Masana, era un instrumento que se desarmaba al menor roce, y cuando Marcos Mundstock trataba de tocarlo, se desarmaba, así que lo tenía que volver a armar, pero, cuando lo volvía a armar, les luthiers, persiguiendo al moscardón, impactaban con Marcos y hacía que el instrumento se desarme. El Compadescu quedó en un rincón del teatro ya que nadie lo fue a retirar. Curiosamente, éste desapareció años más tarde. No hay registro alguno de su aspecto ni de su sonido. También hubo otro instrumento llamado "Aerosol en Mi-Bemol", interpretado por Daniel Rabinovich que sonaba unos segundos en esta obra. Era tan solo una corneta de las usadas por los marinos para llamar la atención entre embarcaciones. De este instrumento no hay fotos ni audio, ni nada, sólo se sabe que Daniel amenazaba al moscardón con el aerosol.
En la gira por México la "Serenata Mariachi", una obra que muestra a dos mariachis estereotípicos fue reemplazada por "La Bossa Nostra".
Luego de la muerte de Gerardo Masana, el programa del Recital '73 sufrió varios cambios. En ocasiones solía interpretarse la "Chanson de Les Luthiers" en lugar de la "New Chanson; el "Rock del Amor y la Paz" dejó de hacerse siendo reemplazada por el "Tristezas del Manuela", y además se reemplazó "Les Nuits de Paris" por el "Bolero de Mastropiero"

## Integrantes
- Ernesto Acher
- Carlos López Puccio
- Jorge Maronna
- Gerardo Masana (hasta noviembre de 1973)
- Marcos Mundstock
- Carlos Núñez Cortés
- Daniel Rabinovich

## Programa
- New chanson (Chanson francesa)
- Brotan und Gretchen (aria aria)
- Serenata Mariachi (serenata mariachi)
- Les Nuits de Paris (chanson francesa)
- Concierto de Mpkstroff (concierto para piano y orquesta)
- Recitado Gauchesco (aires de manguera)
- Rock del Amor y la Paz (rock)

### Fuera de Programa
- Teorema de Thales (divertimento matemático)
- Oi Gadóñaya (canción de los Barqueros del Vólgota)